# Sun Rui (Fußballspielerin)
Sun Rui (chinesisch 孙睿, Pinyin Sūn Ruì; * 30. März 1978) ist eine ehemalige chinesische Fußballspielerin.

## Karriere

### Vereine
In ihrer Vereinskarriere spielte sie u. a. im Jahr 2003 für Shanghai Shenhua in der  Chinese Women’s Super League, der höchsten Spielklasse im chinesischen Frauenfußball.

### Nationalmannschaft
Sun bestritt für die CFA in drei Jahren 32 A-Länderspiele. Ihr Debüt erfolgte in ihrem ersten von insgesamt 16 Freundschaftsspielen am 7. März 2001 in Augsburg bei der 0:1-Niederlage im Freundschaftsspiel gegen die Nationalmannschaft Deutschlands.
Sie kam bei drei Teilnahmen am Turnier um den Algarve-Cup in insgesamt acht Spielen zum Einsatz; 2001 (2. Spiel Gruppe B und im Spiel um Platz 3), 2002 (2. und 3. Spiel Gruppe A) und 2003 (3 Spiele und das Finale).
Sie bestritt ferner alle fünf Spiele des Fußballturniers im Rahmen der Asienspiele 2002 und drei Spiele im Turnier um die Asienmeisterschaft 2003 in Thailand mit dem 1. und 2. Spiel der Gruppe C und dem Halbfinale am 19. Juni beim 3:1-Sieg über die Nationalmannschaft Südkoreas in Bangkok.
Sie gehörte dem Kader für die Weltmeisterschaft 2003 in den Vereinigten Staaten an, wurde im Turnierverlauf jedoch nicht eingesetzt. Ihr einziges Länderspieltor erzielte sie am 27. August 2002 in Wuhan beim 4:0-Sieg im Freundschaftsspiel gegen die Nationalmannschaft Japans mit dem Treffer zum 3:0 in der 78. Minute.

## Erfolge
- Algarve-Cup-Sieger 2002, -Finalist 2003, -Dritter 2001
- Finalist Asien-Meisterschaft 2003
- Silbermedaille Fußballturnier Asienspiele 2002